# Banff (Canada)

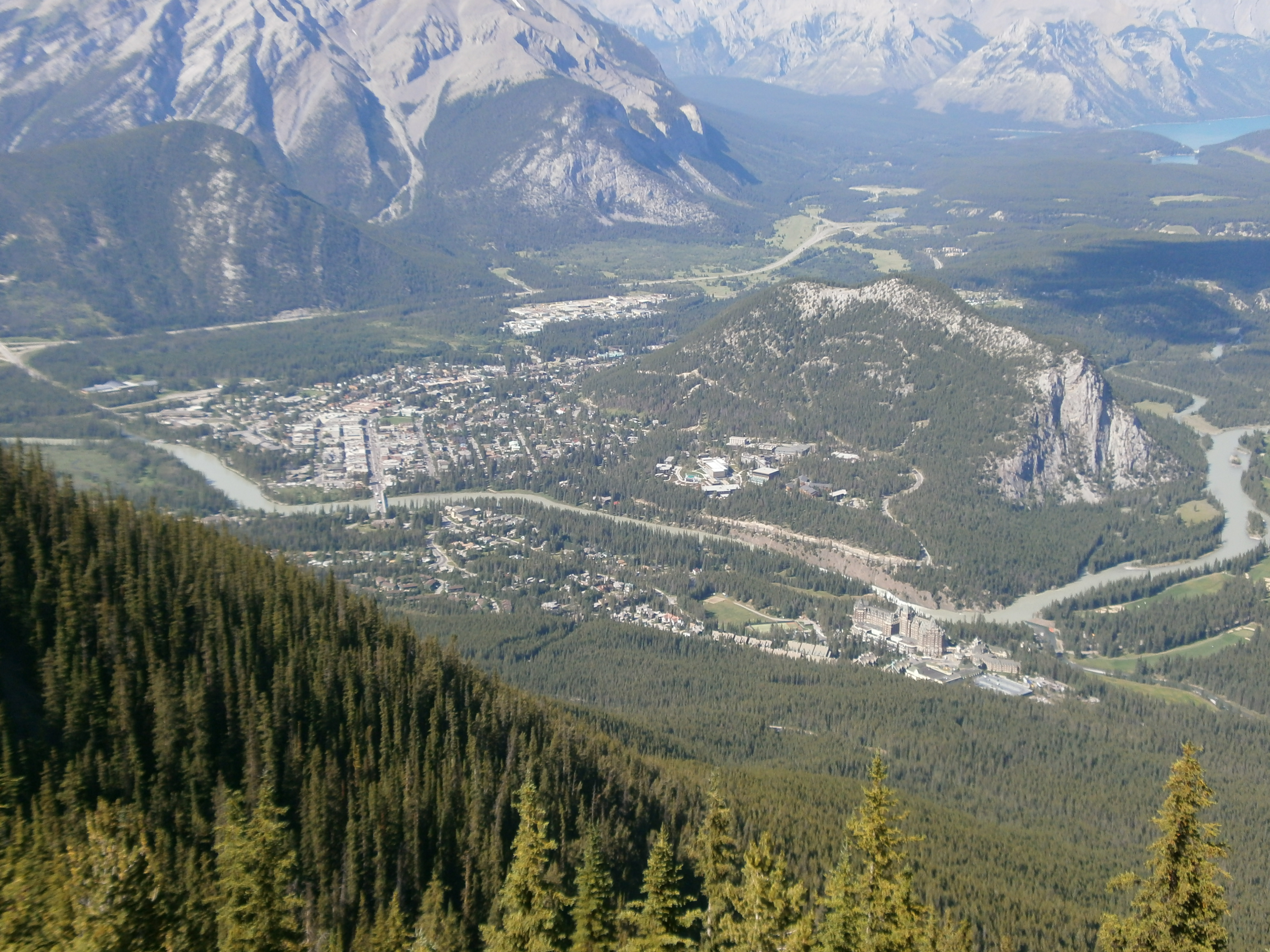
Banff, gezien vanaf de Sulphur Mountain

Banff is een stad in het westen van Canada. In het gebied van de Rocky Mountains bevinden zich verscheidene grote nationale parken waarvan Banff, Yoho en Jasper de bekendste zijn. Nationaal park Banff is het oudste natuurpark van Canada. Er liggen verschillende gletsjers, bergen en rivieren in dit park, waaronder die van het Columbia-ijsveld. Om bij de meeste bezienswaardigheden te komen is er de Icefields Parkway (Highway 93) van 230 km (143 mijl) van Lake Louise in het Nationaal park Banff naar Jasper.

## Geschiedenis
Banff werd voor het eerst bewoond in de 1880's, nadat de grootschalige continentale spoorweg werd aangelegd door de Bow vallei. In 1883 stuitte drie Canadian Pacific Railway medewerkers op een aantal natuurlijke warmwater bronnen op de locatie van Sulphur Mountain. In 1885 stabiliseerde de Canadese federale regering een kleine reservaat (van 26 km omtrek) rond de vindplaats (grot en poel) en begonnen het gebied te promoten als een internationale resort en spa, om zo een manier van inkomsten te vinden om de bouw van het spoor te bevorderen. In 1887, werd het reservaat vergroot naar 674 km omtrek en kreeg het de naam 'Rocky Mountain Park', dit werd het begin van Canada's Nationaal Park Systeem.
De nederzetting die al snel ontstond bij de warm waterbronnen werd in 1884 Banff genoemd, door George Stephens de president van de Canadian Pacific Railway, dit omdat hij het naar zijn geboorteplaats Banff, Schotland wilde vernoemen. Het bedrijf 'Canadian Pacific' bouwde een groot aantal hotels langs de spoorlijn en adverteerde het Banff Springs Hotel op internationaal toeristisch niveau aan als kuuroord. Een Interneringskamp werd opgezet tussen Banff en Castle Mountain in Dominion Park van juli 1915 tot juli 1917.
In 1985 besloot de Verenigde Naties dat Bannf National Park als onderdeel van de Canadese Rocky Mountains Parken, opgenomen werd in de Werelderfgoedlijst. Banff blijft een van de belangrijkste toeristische bestemmingen binnen Canada. Een van de bekendste personen van Banff was Norman Luxton (1876-1962), deze was ook bekend als 'mr Banff', hij was uitgever van de plaatselijke krant en bouwde het King Edward Hotel en het Lux Theater. Hij verzorgde ook de jaarlijkse 'Banff Indian Days' en de 'Banff Winter Carnival'.

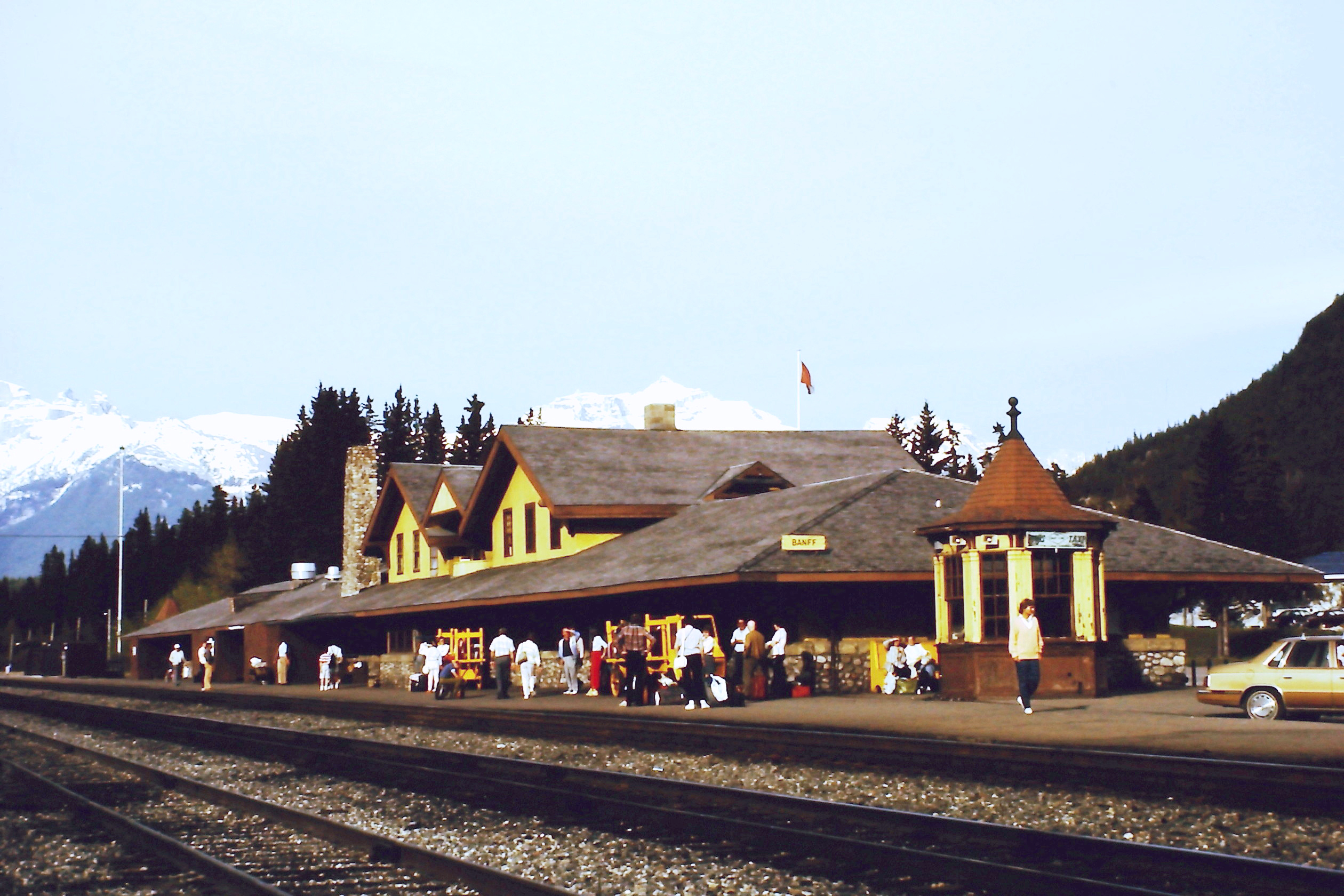
treinstation

- Bibliothèque nationale de France: cb159779330 (data)
- Gemeinsame Normdatei: 4124604-4
- Library of Congress Control Number: n81075837
- MusicBrainz: 2ba91894-77db-4c5d-a732-e27016b00ddf
- National Archives and Records Administration: 10045731
- Nationale Bibliotheek van Tsjechië: xx0037592
- Nationale Bibliotheek van Israël: 987007531829705171
- Virtual International Authority File: 150726763